# Zora Brziaková
Zora Brziaková (Košice, 14 marzo 1964) è un'ex cestista cecoslovacca.

## Carriera
Con la Cecoslovacchia ha disputato i Giochi olimpici di Seul 1988, i Campionati mondiali del 1990 e cinque edizioni dei Campionati europei (1983, 1985, 1987, 1989, 1991).